# Helmut Bastian
Helmut Max Werner Bastian (* 17. November 1916 in Kiel; † 1996) war ein deutscher Kapitänleutnant der Kriegsmarine und Gründer der Reederei Helmut Bastian.

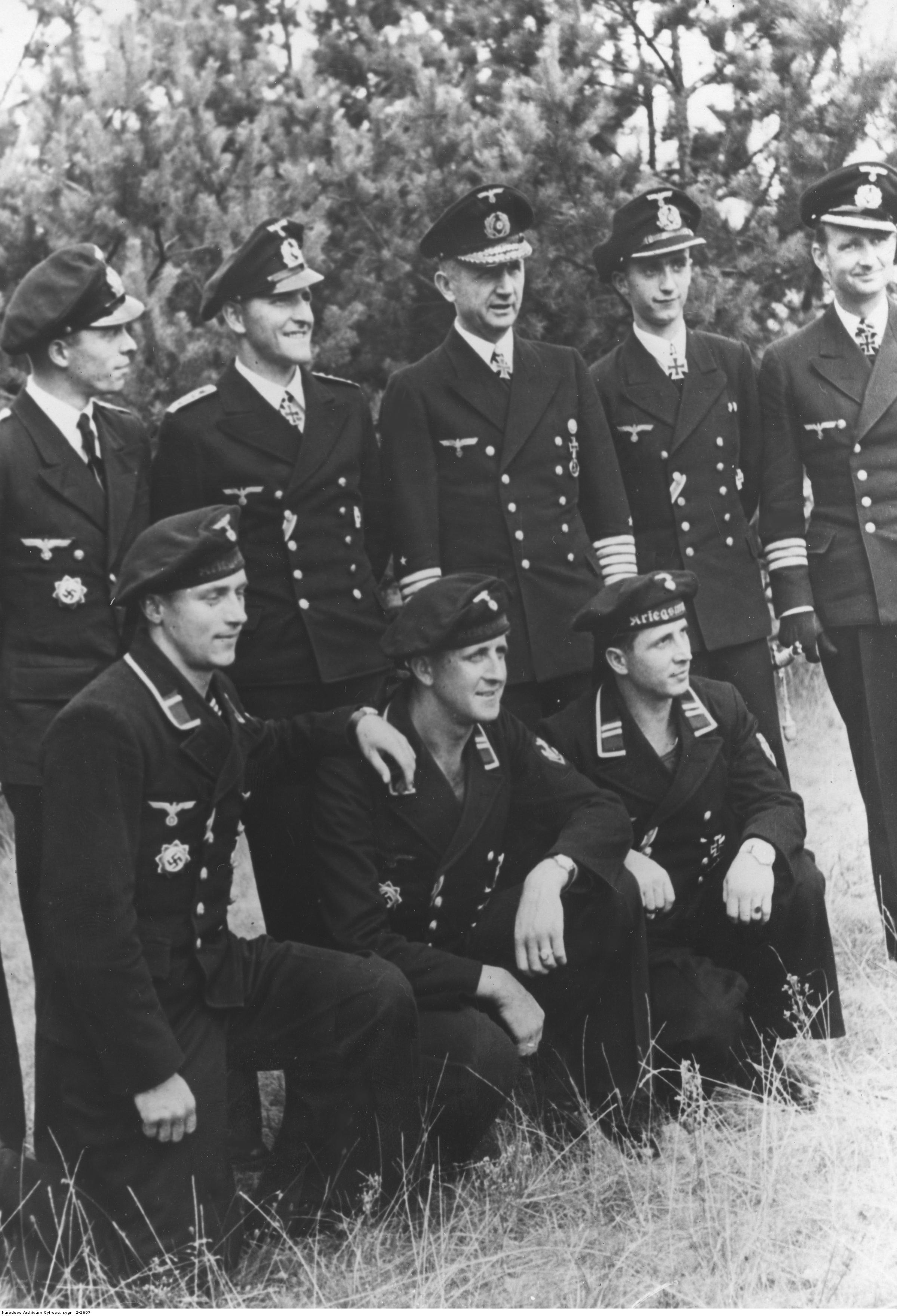
Kapitänleutnant Helmut Bastian (1. links in der hinteren Reihe) mit Admiral Karl Dönitz (in der Mitte der hinteren Reihe) bei der Verleihung von Auszeichnungen im September 1944.

## Leben
Helmut Bastian wurde als Sohn des späteren Admirals Max Bastian in Kiel geboren.
Als Seekadett trat Bastian am 10. September 1936 in die Kriegsmarine ein. Am 1. Oktober 1938 zum Leutnant zur See befördert war er im selben Jahr in der 4. Zerstörerdivision.
Von Juni 1939 bis März 1940 war er als Wachoffizier auf der Wilhelm Heidkamp (3. Zerstörerflottille). In gleicher Position kam er anschließend auf die Bruno Heinemann (4. Zerstörerflottille) und blieb hier bis Dezember 1941. Bis Februar 1943 diente er als Flaggleutnant im Flottenkommando und wurde am 1. Januar 1943 Kapitänleutnant.
Von Februar 1943 bis Juni 1944 war er letzter Kommandant des Torpedobootes Möwe. Mitte Juni 1944 wurde die Möwe durch einen britischen Luftangriff versenkt. Vorher war er am 9. Juni 1944 noch mit dem Deutschen Kreuz in Gold aufgezeichnet worden. Als Nachfolger von Kapitänleutnant Ulrich Kolbe wurde Bastian anschließend bis Kriegsende Kommandeur des Lehrkommandos 200 mit dem Sprengboot Linse der Kleinkampfverbänden der Kriegsmarine. Am 3. November 1944 erhielt Bastian in dieser Position als letzter von nur sechs Personen der Kleinkampfverbänden der Kriegsmarine das Ritterkreuz des Eisernen Kreuzes. Ab März 1945 übernahm er bis Kriegsende zusätzlich die 4. K-Division der Kleinkampfverbänden der Kriegsmarine in Holland.
Im Frühjahr 1947 erhielt Bastian von der amerikanischen Militärregierung in Bremen eine Sprenglizenz, um erforderliche Aufräumarbeiten im Fahrwasser und den maritimen Anlagen durchzuführen. Zusätzlich bekam er für diese Aufgabe eine von den Amerikanern aus den Beutebeständen der ehemaligen Kriegsmarine gechartete Fähre zur Verfügung gestellt. Diese ehemalige Marine-Artillerie-Fähre AF 104 wurde von Bastian und zwei anderen Seeleuten zu einem Lastkahn umgebaut. Mit diesem Lastkahn konnte ab 1948 im Auftrag einer Abteilung des Bremer Senators für das Bauwesen ca. 200.000 t Schutt aus vorherigen Sprengungen über die Weser zur Verfüllung von Bombentrichtern abtransportiert werden.
Am 1. April 1947 wurde die Reederei Helmut Bastian in Haren (Ems) gegründet. Als Hausflagge der Reederei wählte Bastian auf blauem Grund einen gelben Sägefisch, welcher in einem Kreis auf einem Tau gefasst war. Dies war an die Darstellung des Bewährungs- und Kampfabzeichen der Kleinkampfmittel der Kriegsmarine angelehnt.
Erstes Schiff der Reederei war der ehemalige, 1907 gebaute Munitionsleichter der Kaiserlichen Marine Anton, welcher durch Bastian für die Küstenschifffahrt umgebaut wurde. Hierfür wurde ein Aufbau geschaffen und ein Motor verbaut. Von den einfachen Küstenmotorschiffen kommend, entwickelte Bastian die Flotte weiter und kaufte Gastanker und Frachter. So umfasste die Flotte 1983 rund 80.000 tdw. Zusätzlich war er ab 1960 geschäftsführender Gesellschafter der Schiffsmaklerfirma Rabien & Stadtlander. 1976 war sein Sohn, der Diplom-Kaufmann Rolf Bastian, mit in die Firmenleitung der Reederei eingetreten und im selben Jahr wurde Bastian für Bremen und Niedersachsen Honorarkonsul der Republik Ghana. 1989 ging die Reederei Konkurs. Die Firma Rabien & Stadtlander befindet sich Stand Dezember 2021 noch immer in Familienbesitz.
Über das Bestehen der Reederei hatte Bastian immer wieder Namen von Familienmitgliedern als Schiffsnamen eingesetzt (Holzfrachter Charlotte Bastian (1975), die Mehrzweckfrachter Max Bastian und Inga Bastian (1977)).
Bastian war auch im Verband Deutscher Reeder aktiv.